# Arbitraje (derecho)
En Derecho, el arbitraje  es una forma de resolver un litigio sin acudir a la jurisdicción ordinaria.
Las partes, de mutuo acuerdo, deciden nombrar a un tercero independiente, denominado árbitro, o a un tribunal arbitral, que será el encargado de resolver el conflicto. El árbitro, a su vez, se verá limitado por lo pactado entre las partes para dictar el laudo arbitral. Deberá hacerlo conforme a la legislación que hayan elegido las partes, o incluso basándose únicamente en el principio de equidad, si así se ha pactado.
El arbitraje es un mecanismo alternativo de solución de controversias de carácter heterocompositivo (es decir, las partes en litigio no solucionan el conflicto, sino que lo hace un tercero de manera definitiva) y alterno al fuero judicial, al que las partes pueden recurrir.
El arbitraje se utiliza a menudo para la resolución de disputas comerciales, particularmente en el contexto del transacciones comerciales internacionales.  En algunos países, como Estados Unidos, el arbitraje también se emplea con frecuencia en asuntos de consumo y laborales, donde el arbitraje puede ser obligatorio en virtud de las condiciones de los contratos laborales o comerciales y puede incluir una renuncia al derecho a presentar una demanda colectiva. El arbitraje obligatorio en materia de consumo y empleo debe distinguirse del arbitraje consensual, en particular del arbitraje comercial.
Los derechos de revisión y recurso de los laudos arbitrales son limitados. El arbitraje no es lo mismo que: procedimientos judiciales (aunque en algunas jurisdicciones, los procedimientos judiciales se denominan a veces arbitrajes), resolución alternativa de conflictos, determinación de expertos, o mediación (una forma de solución negociación facilitada por un tercero neutral).
El arbitraje es un mecanismo privado para la solución de controversias, donde no interviene un juez ni otras figuras del sistema judicial tradicional (fiscales, actuarios). Los acuerdos de arbitraje son muy usados en las operaciones comerciales internacionales.
En el Mercosur el arbitraje está previsto para controversias entre personas físicas o jurídicas (empresas privadas) que celebraron contratos comerciales internacionales.
Cuando un arbitraje se ajusta a la legalidad, sustituye a la jurisdicción ordinaria, que no conoce del litigio. Sin embargo, sí que será necesario acudir a la misma (a través de la acción ejecutiva) cuando sea necesaria la intervención de las autoridades para hacer cumplir el laudo arbitral, o en caso de impugnación del mismo.
Entre las ventajas del arbitraje se encuentran su celeridad, su flexibilidad y el hecho de que se pueden pactar los costes con anterioridad.

## Tipos de arbitraje
Existen dos tipos de arbitraje:
1. Institucional: Es el que se lleva a cabo en una institución generalmente con sus propias normas y con una lista cerrada de árbitros (una modalidad de arbitraje institucional es el Sistema Arbitral de Consumo vigente en el Estado español).
2. Independiente o Ad Hoc: Es aquel en el que las partes escogen los árbitros y las reglas que van a regir el arbitraje.

También, y en función del tipo de laudo que se pretenda, el arbitraje puede ser clasificado como:
1. En derecho: Cuando la resolución debe estar fundamentada en criterios jurídicos (legislación y jurisprudencia, fundamentalmente).
2. En equidad: También se le llama "en conciencia": Cuando para la elaboración del laudo se apela al "buen saber hacer" y a la conciencia del árbitro que dirime el conflicto. Implica que el árbitro debe ser experto en la materia objeto de la controversia y del arbitraje.

En atención a la materia sobre la cual tratan, los arbitrajes pueden clasificarse en: prohibidos, forzosos y voluntarios.
1. Arbitraje prohibido: Es aquel que recae sobre materias que la ley, por razones de alta conveniencia pública o interés general social, impide someter a la decisión de jueces árbitros.
2. Arbitraje forzoso: Es aquel que recae sobre materias que la ley entrega expresamente a la decisión de esta clase de tribunales, es decir, de jueces árbitros.
3. Arbitraje voluntario: Es aquel que recae sobre materias, las cuales son indiferentes para la ley, que las partes pueden o no someter a arbitraje.[4]

## Reglas
Por lo general el arbitraje se basa en reglas establecidas por algunos organismos internacionales:
- La CNUDMI (Comisión de las Naciones Unidas para el Derecho Mercantil Internacional) (del inglés: «UNCITRAL»).[5]
- La Corte Internacional de Arbitraje de la CCI (Cámara de Comercio Internacional) (del inglés: «ICC»).[6]
- La LCIA (del inglés: «London Court of International Arbitration») es la más antigua, fundada en 1892.[7]

No obstante, la gran mayoría de los Centros de Arbitraje producen sus propias reglas de procedimiento, a ejemplo de la HKIAC, CAM-CCBC y LCIA.

## Arbitrabilidad
Por su naturaleza, el objeto de algunos litigios no es susceptible de arbitraje. En general, hay dos grupos de procedimientos jurídicos que no pueden someterse a arbitraje:
- Procedimientos que conducen necesariamente a una determinación sobre la que las partes en litigio no pueden llegar a un acuerdo:[8] Algunos procedimientos judiciales dan lugar a sentencias que vinculan a todos los miembros del público en general, o a las autoridades públicas en su calidad de tales, o a terceros, o que se llevan a cabo en interés público. Por ejemplo, hasta la década de 1980, los asuntos antimonopolio no eran arbitrables en los Estados Unidos.[9] Los asuntos relacionados con el delitos, el estado y el derecho de familia generalmente no se consideran arbitrables, ya que el poder de las partes para llegar a un acuerdo sobre estos asuntos está, como mínimo, restringido. Sin embargo, la mayoría de los demás litigios que afectan a derechos privados entre dos partes pueden resolverse mediante arbitraje. En algunas disputas, algunas partes de las demandas pueden ser arbitrables y otras no. Por ejemplo, en un litigio sobre infracción de patentes, un tribunal de arbitraje podría determinar si se ha infringido una patente, pero no la validez de una patente: Dado que las patentes están sujetas a un sistema de registro público, un tribunal arbitral no estaría facultado para ordenar al organismo pertinente que rectifique cualquier registro de patente basado en su determinación.
- Algunos ordenamientos jurídicos excluyen o restringen la posibilidad de arbitraje por razones de protección de los miembros más débiles del público, por ejemplo, los consumidores. Ejemplos La legislación alemana excluye las disputas sobre el alquiler de viviendas de cualquier forma de arbitraje,[10] mientras que los acuerdos de arbitraje con consumidores sólo se consideran válidos si están firmados por cualquiera de las partes,[11] y si el documento firmado no tiene otro contenido que el acuerdo de arbitraje.[12]

## Cláusulas arbitrales
Por lo general, las partes en conflicto acuden al arbitraje, ya que se encuentra establecido en el contrato, en una cláusula arbitral, donde se establece que las partes en caso de conflicto se comprometen a someterse a un tribunal arbitral. A veces se presentan problemas con la interpretación de dichas cláusulas, especialmente en lo que respecta a la jurisdicción y al lugar del arbitraje entre otros.
La cláusula es un convenio, por el que las partes acuerdan someterse al arbitraje, de un árbitro determinado o de una institución arbitral, para resolver un conflicto en materias de derecho disponible. Las instituciones arbitrales suelen aconsejar una cláusula general que permitirá adecuar la solución del conflicto al procedimiento previsto por la institución. 
La Sociedad Española de Arbitraje, entidad decana creadora de la primera cámara arbitral en España recomienda la siguiente:

Las partes intervinientes, con renuncia expresa de su fuero propio o del que pudiera corresponderle, acuerdan someterse para cuantas cuestiones pudieran derivarse de la interpretación, aplicación o ejecución del presente contrato al arbitraje de la Sociedad Española de Arbitraje, que tendrá lugar conforme su reglamento y estatutos, comprometiéndose a cumplir la resolución que recaiga en el mismo.

Una cláusula modelo podemos decir que es la de la Corte Internacional de Arbitraje de la Cámara de Comercio Internacional (CCI): 

Todas las desavenencias que deriven de este contrato o que guarden relación con éste serán resueltas definitivamente de acuerdo con el Reglamento de Arbitraje de la Cámara de Comercio Internacional por uno o más árbitros nombrados conforme a este 
Reglamento.

Así mismo el arbitraje puede solucionarse durante el proceso mediante la transacción:

Método Alterno de Solución de Controversias en el que las partes haciendo reciprocas concesiones logran un acuerdo antes de la emisión del laudo en el que deberá ratificarse ante el árbitro para otorgarle su eficacia jurídica, la referida transacción podrá el árbitro darle la forma de LAUDO.
M.C. Stheel, Maestría de MASC

Por otra parte existen cláusulas arbitrales que otorgan distintos derechos y obligaciones a cada uno de los contratantes. Estas "Cláusulas Asimétricas" no son perfectamente bilaterales y establecen derechos para una sola de las partes. Algunos ejemplos de ellas se refieren a costas, gastos arbitrales, selección de árbitros o la facultad para acudir a la jurisdicción ordinaria.

## Principios del arbitraje
Los principios que regulan el arbitraje son:
- Voluntariedad: las partes se someten voluntariamente a la decisión de un tercero (el tercero es elegido por ambos actores)

- Igualdad: las partes deben ser tratadas por igual, con los mismos derechos y obligaciones.

- Audiencia: las partes tiene derecho a exponer sus razonamientos, ya sea por escrito o de manera presencial.

- Contradicción: las partes, en concreto el demandado, tiene derecho a saber de qué se le acusa.

- Libertad de configuración del Proceso Arbitral: las partes pueden determinar el proceso, incluso una vez este ya haya comenzado, si están de acuerdo.

- Confidencialidad: ni las partes, ni el árbitro, ni la corte (si la hubiere) pueden hacer público lo que conozcan durante el arbitraje, ni el laudo final. Salvo acuerdo de las partes.
- Habilitación: en sistemas jurídicos como el colombiano, el árbitro ejerce la función de administrar justicia únicamente en virtud de facultades que han sido conferidas por las partes en el pacto arbitral.
- Temporalidad: el tribunal arbitral sólo tiene competencia temporal determinada por los límites del pacto arbitral o por la Ley.

## Ventajas y desventajas
Ventajas
Las partes a menudo buscan resolver sus disputas a través del arbitraje debido a una serie de ventajas potenciales percibidas sobre los procedimientos judiciales. Las empresas suelen exigir el arbitraje con sus clientes, pero prefieren las ventajas de los tribunales en los litigios con sus competidores:
- A diferencia de los litigios, en los que no se puede "elegir al juez",[15] El arbitraje permite a las partes elegir su propio tribunal. Esto es especialmente útil cuando el objeto de la disputa es muy técnico: se pueden elegir árbitros con un grado adecuado de experiencia (por ejemplo, experiencia en medición, en el caso de una disputa de construcción, o experiencia en derecho de la propiedad comercial, en el caso de una disputa inmobiliaria[16]).
- El arbitraje suele ser más rápido que el litigio ante los tribunales.[15]
- El procedimiento arbitral y el laudo arbitral no suelen ser públicos y pueden ser confidenciales.[17]
- En los procedimientos arbitrales puede elegirse la lengua del arbitraje, mientras que en los procedimientos judiciales se aplicará automáticamente la lengua oficial del país del tribunal competente.
- Debido a las disposiciones de la Convención de Nueva York de 1958, los laudos arbitrales son generalmente más fáciles de ejecutar en otras naciones que las sentencias judiciales.
- En la mayoría de los ordenamientos jurídicos las vías de recurso contra un laudo arbitral son muy limitadas, lo que a veces es una ventaja porque limita la duración del litigio y cualquier responsabilidad asociada.
- Relevancia creciente del uso de tecnología en el procedimiento arbitral: las instituciones arbitrales han realizado un gran esfuerzo, especialmente tras el Covid 19, para que las nuevas tecnologías faciliten la tramitación de procedimientos arbitrales, ofreciendo una mayor celeridad y reducción de costes. [18]

Desventajas
Algunas de las desventajas son:
- Los acuerdos de arbitraje a veces están contenidos en acuerdos accesorios, o en letra pequeña en otros acuerdos, y los consumidores y empleados a menudo no saben de antemano que han aceptado un arbitraje obligatorio previo a la disputa al comprar un producto o aceptar un trabajo.
- Si el arbitraje es obligatorio y vinculante, las partes renuncian a sus derechos de acceso a los tribunales y a que un juez o un jurado decidan el caso.
- A veces existe una desconexión entre la presunción de confidencialidad y las realidades de divulgación y publicidad impuestas por los tribunales, los árbitros e incluso las propias partes.[19]
- Si el árbitro o el foro de arbitraje dependen de la empresa para repetir negocios, puede haber un incentivo inherente para fallar en contra del consumidor o empleado.
- Las vías de recurso son muy limitadas, lo que significa que una decisión errónea no puede anularse fácilmente.
- Aunque normalmente se piensa que es más rápido, cuando hay varios árbitros en el panel, hacer malabarismos con sus agendas para las fechas de las audiencias en casos largos puede provocar retrasos.
- En algunos sistemas jurídicos, los laudos arbitrales tienen menos opciones de ejecución que las sentencias; aunque en Estados Unidos los laudos arbitrales se ejecutan de la misma manera que las sentencias judiciales y tienen el mismo efecto.
- Generalmente, los árbitros no pueden ejecutar medidas cautelares contra una parte, lo que facilita que una parte tome medidas para evitar la ejecución de un miembro o de un pequeño grupo de miembros en el arbitraje debido al aumento de las costas legales, sin explicar a los miembros las consecuencias adversas de un laudo desfavorable.
- Discovery puede ser más limitado en el arbitraje o totalmente inexistente.
- El potencial de facturación de los abogados puede ser menor que en un juicio.
- A diferencia de las sentencias judiciales, los laudos arbitrales no son directamente ejecutables.  Una parte que desee ejecutar un laudo arbitral debe recurrir a recursos judiciales, denominados acción para "confirmar" un laudo.